# Isaac Bickerstaffe
Isaac Bickerstaffe, född omkring 1735 och död omkring 1812, var en brittisk dramatisk författare.
Bickerstaffe skrev ett stort antal komiska operor och sångspel, som blev mycket uppskattade av samtiden. Bland dessa märks Love in a willage (1762), The maid of the mill (1765). Den senare hade sin handling hämtad från Samuel Richardsons roman Pamela, or Virtue Rewarded, och tonsattes av Samuel Arnold.